# Brephos sublaeta
Brephos sublaeta là một loài bướm đêm trong họ Noctuidae.